# Joana Hazisllari
Joana Hazisllari (* 25. Juli 2001) ist eine albanische Leichtathletin aus Durrës, die sich auf den Weit- und Dreisprung spezialisiert hat.

## Sportliche Laufbahn
Joana Hazisllari trainiert seit ihrer Jugend beim Sportverein Teuta Durrës in ihrer Heimatstadt, dem sie noch heute angehört.
Erste internationale Erfahrungen sammelte Joana Hazisllari im Jahr 2015, als sie bei den Balkan-Meisterschaften in Pitești mit 4,42 m den 14. Platz im Weitsprung belegte. Im Jahr darauf gelangte sie bei den Balkan-Meisterschaften ebendort mit 5,34 m auf Rang 15 im Weitsprung und belegte mit der albanischen 4-mal-100-Meter-Staffel in 54,05 s den sechsten Platz. Anschließend wurde sie bei den U18-Balkan-Meisterschaften in Kruševac mit 5,00 m 14. im Weitsprung. 2017 erreichte sie bei den Balkan-Meisterschaften in Novi Pazar mit 4,86 m Rang 13 und im Jahr darauf wurde sie bei den Balkan-Meisterschaften in Stara Sagora mit 5,31 m Elfte. 2022 klassierte sie sich dann bei den Balkan-Hallenmeisterschaften in Istanbul mit 5,75 m auf dem achten Platz im Weitsprung.
In den Jahren 2017 und 2021 wurde Hazisllari albanische Meisterin im Weitsprung sowie 2020 und 2021 im Dreisprung.

## Persönliche Bestleistungen
- Weitsprung: 5,67 m, 4. August 2020 in Elbasan
  - Weitsprung (Halle): 5,75 m, 5. März 2022 in Istanbul
- Dreisprung: 12,24 m, 21. Mai 2021 in Elbasan